# Catherine O'Flynn
Catherine O'Flynn (Birmingham, 1970) è una scrittrice britannica.

## Biografia
Nata a Birmingham nel 1970 da genitori irlandesi, dopo la laurea in sociologia e antropologia prima di dedicarsi alla scrittura ha lavorato come giornalista musicale e commessa in un centro commerciale.
Dopo aver ricevuto numerosi rifiuti, nel 2007 ha pubblicato il suo romanzo d'esordio, La bambina che sapeva troppo, ottenendo un premio Costa.
In seguito ha pubblicato altri due romanzi e due libri per ragazzi.

## Opere

### Romanzi
- La bambina che sapeva troppo (What Was Lost, 2007), Roma, Newton Compton, 2008 traduzione di Tiziana Felici ISBN 978-88-541-1050-2.
- Ultime notizie da casa tua (The News Where You Are, 2010), Roma Minimum fax, 2012 traduzione di Federica Aceto ISBN 978-88-7521-399-2.
- Mr. Lynch's Holiday (2013)

### Libri per ragazzi
- Lori and Max (2019)
- Lori and Max and the Book Thieves (2020)

## Premi e riconoscimenti
- Costa Book Awards: 2007 vincitrice nella categoria Miglior Romanzo d'esordio con La bambina che sapeva troppo
- Booker Prize: 2007 nella longlist con La bambina che sapeva troppo
- Bollinger Everyman Wodehouse Prize: 2011 finalista con Ultime notizie da casa tua